# Décio de Almeida Prado
Décio de Almeida Prado (São Paulo, 14 de agosto de 1917 — São Paulo, 4 de fevereiro de 2000) foi um professor universitário e um dos mais importantes críticos de teatro brasileiros. É autor de inúmeros ensaios de interpretação da história do teatro brasileiro e foi professor emérito de diversas escolas.
Filho do professor Antonio de Almeida Prado e de Zilda Junqueira de Almeida Prado, estudou na Faculdade de Filosofia da USP, em 1938. Após completar o curso de filosofia e ciências sociais, forma-se em Direito, na mesma universidade, em 1941.
Atuou como crítico teatral desde meados da década de 1940 até fins dos anos 1960.
Foi professor de filosofia em colégios e na Escola de Arte Dramática - EAD, onde ministrou cursos de teatro brasileiro, estética e história do teatro, desde a fundação da escola até 1963.
Fundou o Grupo Universitário de Teatro - GUT, ligado à USP, dirigindo A Farsa de Inês Pereira e do Escudeiro, de Gil Vicente, em 1943. Nesse ano, passa alguns meses nos Estados Unidos, a convite do Departamento de Estado. Ao retornar, inicia sua colaboração com a revista Clima, importante órgão de reflexão sobre os novos tempos, assinando a coluna sobre teatro, de 1941 a 1944. Com o GUT - que tinha Cacilda Becker entre seus integrantes - percorreu diversas cidades do Estado de São Paulo. Sua última direção com o grupo é O Baile dos Ladrões, de Jean Anouilh, primeira peça apresentada pelo recém fundado Teatro Brasileiro de Comédia - TBC, em 1948.
De 1946 a 1968, atuou como crítico teatral do jornal O Estado de S. Paulo, onde edita, a partir de 1956, o famoso Suplemento Literário do jornal. Uma seleção de críticas para o matutino está reunida em três volumes: Apresentação do Teatro Brasileiro Moderno, 1956; Teatro em Progresso, 1964, e Exercício Findo, lançado em 1987.
Em 1966, entra para o Departamento de Letras da USP, onde se encarrega de formar turmas e realiza suas mais expressivas pesquisas: João Caetano, em 1972, e, a seguir, João Caetano e a Arte do Ator, em 1984. Teatro: 1930-1980, escrito em 1984, constitui-se em sutilíssimo e arguto ensaio, síntese da evolução dramática contemporânea. Republicado e ampliado como O Teatro Brasileiro Moderno, forma, ao lado de Teatro de Anchieta a Alencar (1993), e O Drama Romântico Brasileiro (1996), o tríptico de referência sobre o lugar do teatro na cultura do Brasil. Completa esse painel uma nova e definitiva interpretação da cena nacional, sob o título de História Concisa do Teatro Brasileiro - 1570-1908, de 1999. Além desses títulos, Décio está presente na obra coletiva A Personagem de Ficção, de 1968.
Décio Almeida Prado presidiu a Comissão Estadual de Teatro de São Paulo, em 1962, 1967, 1976 e 1977, e a Associação Paulista de Críticos Teatrais - APCT, em 1955, 1958, 1961, 1962, 1966 e 1970.
Nos seus últimos anos de vida, reuniu escritos dispersos, organizando os volumes  Peças, Pessoas, Personagens, de 1993; e Seres, Coisas, Lugares, de 1997.

## Prêmios e homenagens
- 1956 - Prêmio Palmes Académiques do governo da França;
- 1964 - Prêmio Jabuti, da Câmara Brasileira do Livro
- 1966 - Prêmio Imprensa, da Câmara Brasileira do Livro
- 1967 - Prêmio Brasil-Israel;  Personalidade do Ano da Associação Paulista de Críticos Teatrais.
- 1971 - Personalidade do Ano da Associação Paulista de Críticos Teatrais
- 1974 - Mérito Literário, do Pen Club, seção de São Paulo;
- 1981 - Prêmio Televisão (pelo programa A Aventura do Teatro Paulista), da Associação de Críticos Teatrais;
- 1984 - Personalidade - Prêmio Mambembe, Inacen, no Rio de Janeiro;
- 1988 - Prêmio Molière especial, no Rio de Janeiro
- 1994 - Homenagem da União Brasileira de Escritores;
- 1995 - Prêmio SBAT - APART; Comenda da Ordem do Rio Branco;
- 1997 - Prêmio José Ermírio de Moraes, da Academia Brasileira de Letras, pelo livro Seres, Coisas, Lugares - do Teatro ao Futebol.

## Obras
- Apresentação do Teatro Brasileiro Moderno (1956);
- Teatro em Progresso: Crítica Teatral, 1955-1964 (1964);
- João Caetano: o Ator, o Empresário e o Repertório (1972);
- João Caetano e a Arte do Autor (1984);
- Procópio Ferreira (1984);
- Exercício Findo (1987);
- Teatro de Anchieta a Alencar (1993);
- Peças, Pessoas e Personagens (1993);
- O Drama Romântico Brasileiro (1996);
- Seres, Coisas, Lugares: do Teatro ao Futebol (1997);
- História Concisa do Teatro Brasileiro (1999).